# Lautaro Morales
Lautaro Alberto Morales (Quilmes, 16 de diciembre de 1999) es un futbolista argentino. Se desempeña como arquero y actualmente juega en Lanús de la Primera División de Argentina.

## Trayectoria

### Lanús
Comenzó la práctica en el Club Social y Deportivo 20 de junio, de Lanús Este, y después hizo su carrera formativa en las divisiones inferiores del Club Atlético Lanús. Debutó el 28 de octubre de 2020 en la victoria 3-2 frente a São Paulo por la Copa Sudamericana.

### Talleres
El 10 de agosto de 2023, se convirtió en refuerzo de Talleres de Córdoba, a préstamo por 18 meses con opción de compra.

## Selección nacional

### Sub-20
Fue internacional con la Selección Sub-20 en 2019.

#### Participaciones en Sudamericanos
| Torneo                   | Sede  | Resultado  | Partidos | Goles |
| ------------------------ | ----- | ---------- | -------- | ----- |
| Sudamericano Sub-20 2019 | Chile | Subcampeón | 0        | 0     |

### Sub-23

#### Participaciones en Juegos Olímpicos
| Torneo                | Sede  | Resultado      | Partidos | Goles |
| --------------------- | ----- | -------------- | -------- | ----- |
| Juegos Olímpicos 2020 | Tokio | Fase de grupos | 0        | 0     |

## Estadísticas
- Actualizado hasta el 5 de febrero de 2023.

| Club | Div.                | Temporada           | Liga | Liga | Liga | Copas Nacionales (1) | Copas Nacionales (1) | Copas Nacionales (1) | Copas Internacionales (2) | Copas Internacionales (2) | Copas Internacionales (2) | Total | Total | Total |
| Club | Div.                | Temporada           | PJ   | GR   | VI   | PJ                   | GR                   | VI                   | PJ                        | GR                        | VI                        | PJ    | GR    | VI    |
| --- | ------------------- | ------------------- | ---- | ---- | ---- | -------------------- | -------------------- | -------------------- | ------------------------- | ------------------------- | ------------------------- | ----- | ----- | ----- |
| Lanús Argentina | 1.ª                 | 2020                | -    | -    | -    | 7                    | -12                  | 1                    | 6                         | .11                       | 1                         | 13    | -23   | 2     |
| Lanús Argentina | 1.ª                 | 2021                | 12   | -24  | 1    | 15                   | -21                  | 3                    | 8                         | -9                        | 4                         | 35    | -54   | 8     |
| Lanús Argentina | 1.ª                 | 2022                | 1    | -3   | 0    | 3                    | -6                   | 1                    | 1                         | -2                        | 0                         | 5     | -11   | 1     |
| Lanús Argentina | 1.ª                 | 2023                | 2    | -1   | 1    | -                    | -                    | -                    | -                         | -                         | -                         | 2     | -1    | 1     |
| Lanús Argentina | Total               | Total               | 15   | -28  | 2    | 25                   | -39                  | 5                    | 15                        | -22                       | 5                         | 55    | -89   | 12    |
| Newell's Old Boys Argentina | 1.ª                 | 2022                | 16   | -13  | 8    | 1                    | -2                   | 0                    | -                         | -                         | -                         | 17    | -15   | 8     |
| Newell's Old Boys Argentina | Total               | Total               | 16   | -13  | 8    | 1                    | -2                   | 0                    | -                         | -                         | -                         | 17    | -15   | 8     |
| Total en su carrera | Total en su carrera | Total en su carrera | 31   | -41  | 10   | 26                   | -41                  | 5                    | 15                        | -22                       | 5                         | 72    | -104  | 20    |
| (1) Las copas nacionales se refiere a la Copa de la Liga Profesional. (1) Las copas internacionales se refiere a la Copa Sudamericana. |                     |                     |      |      |      |                      |                      |                      |                           |                           |                           |       |       |       |